# Monument à Demolombe
Vous lisez un « bon article » labellisé en 2024.
Le monument à Demolombe également appelé monument à Charles Demolombe ou statue de Demolombe et son élève est un groupe statuaire situé à Caen (Calvados - France). Réalisé par Edmond de Laheudrie, il représente un buste du juriste et professeur Charles Demolombe accompagné d'un étudiant assis devant le piédestal ; ces deux éléments sont en bronze.
Le groupe est mis en place en 1905, juste un an après que l'installation a été décidée. Il est séparé une première fois quand la partie « étudiant » aurait dû être envoyée en Allemagne dans le cadre de la mobilisation des métaux non ferreux pendant la Seconde Guerre mondiale. Cachée pendant le reste de la guerre, elle rejoint après la guerre le buste resté sur son socle. Cependant, à la fin des années 1950, à la suite d'un réaménagement de la place, l’œuvre est reléguée dans les réserves du musée de Normandie. La partie « étudiant » est extraite des réserves pour prendre place seule devant l'entrée du musée au début des années 2000. Après avoir été séparés durant 65 ans, les deux éléments du groupe statuaire sont réunis et remis à leur l'emplacement originel sur la place de la République en mars 2024.

## Localisation
Le groupe statuaire est installé à l'origine sur la partie Est de la place de la République, sur la portion qui longe l'axe rue de Strasbourg - rue du Pont-Saint-Jacques. Il se trouve à nouveau réuni à son emplacement d'origine depuis le mois de mars 2024.

## Historique

### Hommage à un grand juriste duXIXesiècle

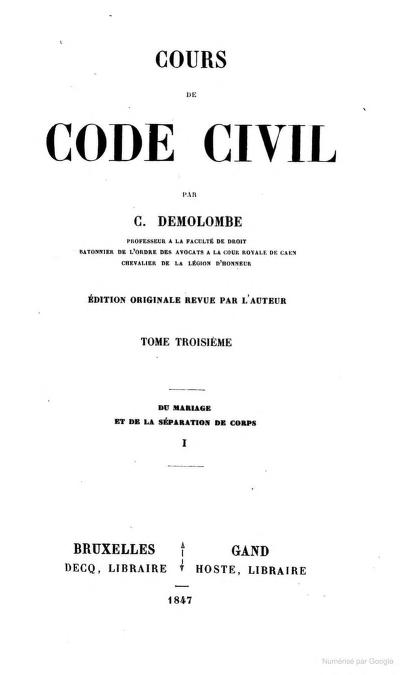
Grand titre du 3e tome du cours de droit civil, édition originale de 1847.

Charles Demolombe, né dans l'Aisne en 1804, est nommé professeur à la faculté de droit de Caen en 1827 puis accède à la chaire de droit civil en 1831 avant de devenir doyen en 1853. Il meurt à Caen le 21 février 1887.
Fidèle à sa ville d'adoption et ayant renoncé à d'autres fonctions, en dépit d'une « notoriété nationale » due en particulier à son « Cours de Code Napoléon », sa mort suscite des réactions dans la presse nationale.

### Histoire d'un monument

#### Place à la fin duXIXesiècleet au début duXXesiècle

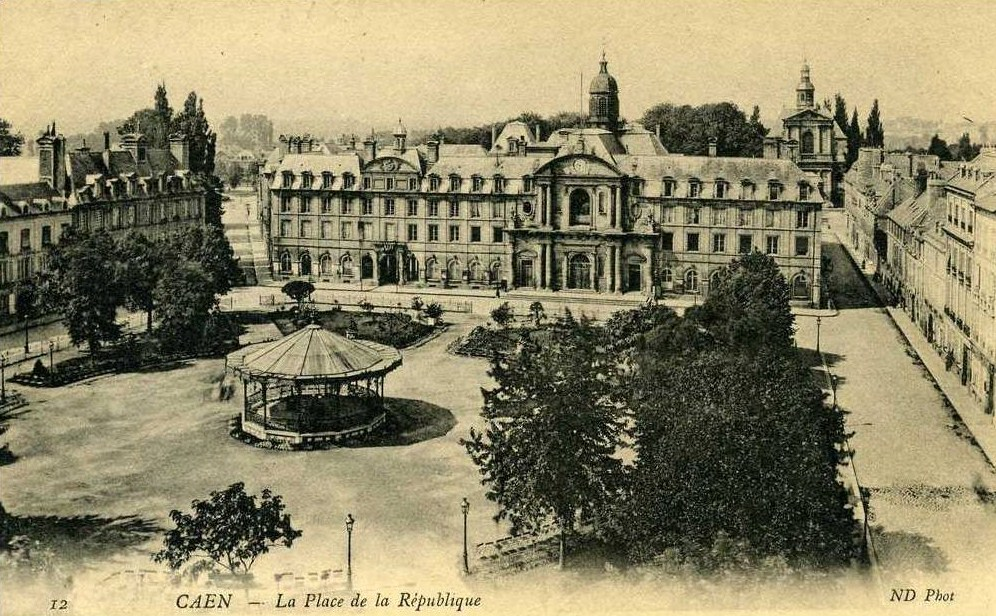
La place de la République et l'ancien hôtel de ville de Caen, entre 1890 et 1905.

Le 9 août 1882, la place royale est dotée d'un kiosque par la volonté du maire de la ville, Albert Mériel. La statue de Louis XIV placée au centre de la place jusqu'alors déménage. Elle est déplacée devant le lycée Malherbe, abrité dans les locaux de l'abbaye aux Hommes. La place est rebaptisée alors place de la République et aménagée en jardin public, « évolution en cours partout en France ».
L'apport de statues dans l'espace public est répandu au XIXe siècle et au début du XXe siècle, avec des financements variés mais toujours avec l'autorisation du pouvoir. Ce phénomène est appelé statuomanie,. Sur la place de la République sont installées plusieurs œuvres, Les dénicheurs d'Auguste Lechesne, deux groupes dont l'un représente Dénicheurs : Enfants dénicheurs et l’autre Enfants dénicheurs mordus par un serpent. La statue d'Auber par Eugène Delaplanche, complète la parure de la place en 1884.

#### De la commande à l'installation
Le projet de monument à Demolombe est lancé en juillet 1904 pour le centenaire de la naissance du juriste par le conseil de l'ordre des avocats de Caen. Arthur Le Duc écrit au comité de souscription pour offrir un buste qu'il avait exécuté quelques jours après la mort du juriste, « mais devant le succès de la souscription, certaines personnes trouvent que l'auteur des monuments aux Enfants du Calvados, de Formigny, de Havin, d'Alain Chartier, accapare un peu trop les gloires normandes et que, puisqu'il y a de l'argent, il serait bon de faire un concours entre artistes normands ». La commande est finalement lancée auprès d'Edmond le Tual de Laheudrie (1861-1946), sculpteur mais ayant été reçu comme avocat après des études de droit à Caen. Ce dernier commence sa formation de sculpture avant d'accéder à l'école des beaux-arts de Paris à la fin des années 1880. Son œuvre comporte des portraits, des scènes de genre et religieuses.
Il est choisi d'ériger le monument face au domicile du juriste, à la place de la statue d'Auber, déplacée dans le théâtre. Le monument est conçu par l'architecte municipal, Charles Auvray. Le buste de Charles Demolombe est érigé sur une stèle. À ses pieds, un étudiant lève les yeux vers son professeur. Le monument est inauguré avec une « exceptionnelle diligence » dès le 5 août 1905 sur la place de la République. L'inauguration, qui a lieu lors des fêtes du Souvenir normand, est organisée avec l'appui de la municipalité mais sans la présence des représentants de l'Université. Elle révèle au grand jour le conflit entre la faculté de Droit, à majorité républicaine, et la municipalité menée par Adrien Le Page, élue en 1904 sous l'étiquette nationaliste.

#### Du retrait pendant la Seconde Guerre mondiale à la réinstallation en 2024

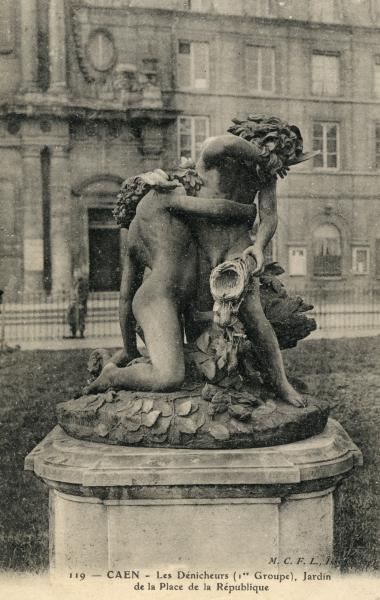
Un des deux groupes de Dénicheurs sur la place de la République sur une carte postale ancienne.

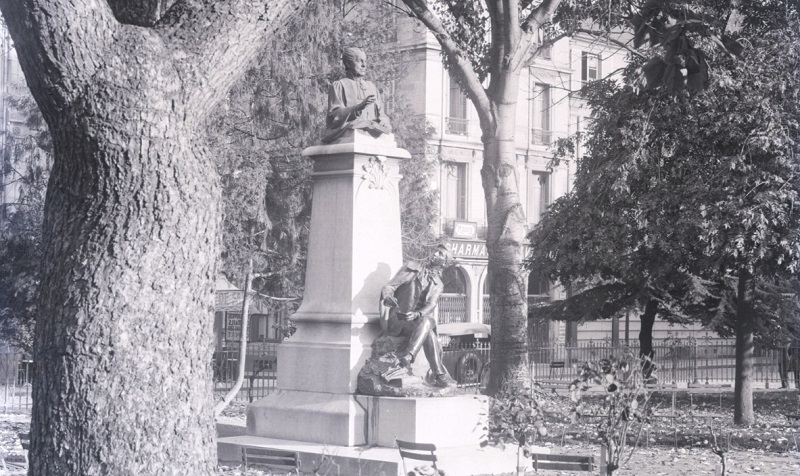
Le monument au début du XXe siècle.

L'occupant nazi exige en juillet 1941 la mobilisation des métaux non ferreux, et en octobre de la même année un commissariat relié au secrétaire d'État à la Production industrielle est créé par l'État français. Une loi est votée dès le 11 octobre pour appliquer ces directives. Cette loi prend en compte la « notion d'intérêt artistique ou historique » et la rigueur est requise pour le choix des œuvres à retirer. Une bureaucratie complexe est mise en place, avec des comités départementaux et un Comité supérieur des Beaux-Arts.
Dix-neuf monuments publics sont proposés pour un retrait dans le Calvados, 52 % des monuments en bronze présents dans le département. Pour le Monument à Demolombe, la commission fait « un jugement de Salomon » avec une décision de retrait de l'« Étudiant » mais une conservation du buste. La commission départementale demande des moulages, mais la réalisation de ceux-ci est freinée par l'application d'instructions complémentaires à la loi du 15 octobre. L'enlèvement des statues demande « une certaine organisation logistique ». Les Dénicheurs sont quant à eux sauvés de l'enlèvement du fait du risque d'« une perte au point de vue de l'urbanisme comme au point de vue de l'art » selon un adjoint au maire de Caen. Les œuvres sont remplacées par 400 kg de métal livrés par la ville, mais sont endommagées par les bombardements de la ville lors de la bataille de Normandie.
Le Monument de Demolombe, bien que devant être séparé, est signalé comme toujours complet en septembre 1942 par la commission départementale à la suite de la seconde campagne de récupération des métaux non ferreux, et la commission nationale confirme la récupération de l’« Étudiant » le 13 janvier 1943. Un journaliste du Journal de Normandie couvre le retrait des statues et une photographie du groupe statuaire est publiée avant le retrait. L'« Étudiant » est retiré afin d'être fondu par une entreprise, mais il est caché pendant le reste de la durée du conflit dans le dépôt de cette dernière, en accord avec le service technique de la ville, et ne rejoint pas le dépôt central de destruction situé à Pantin.

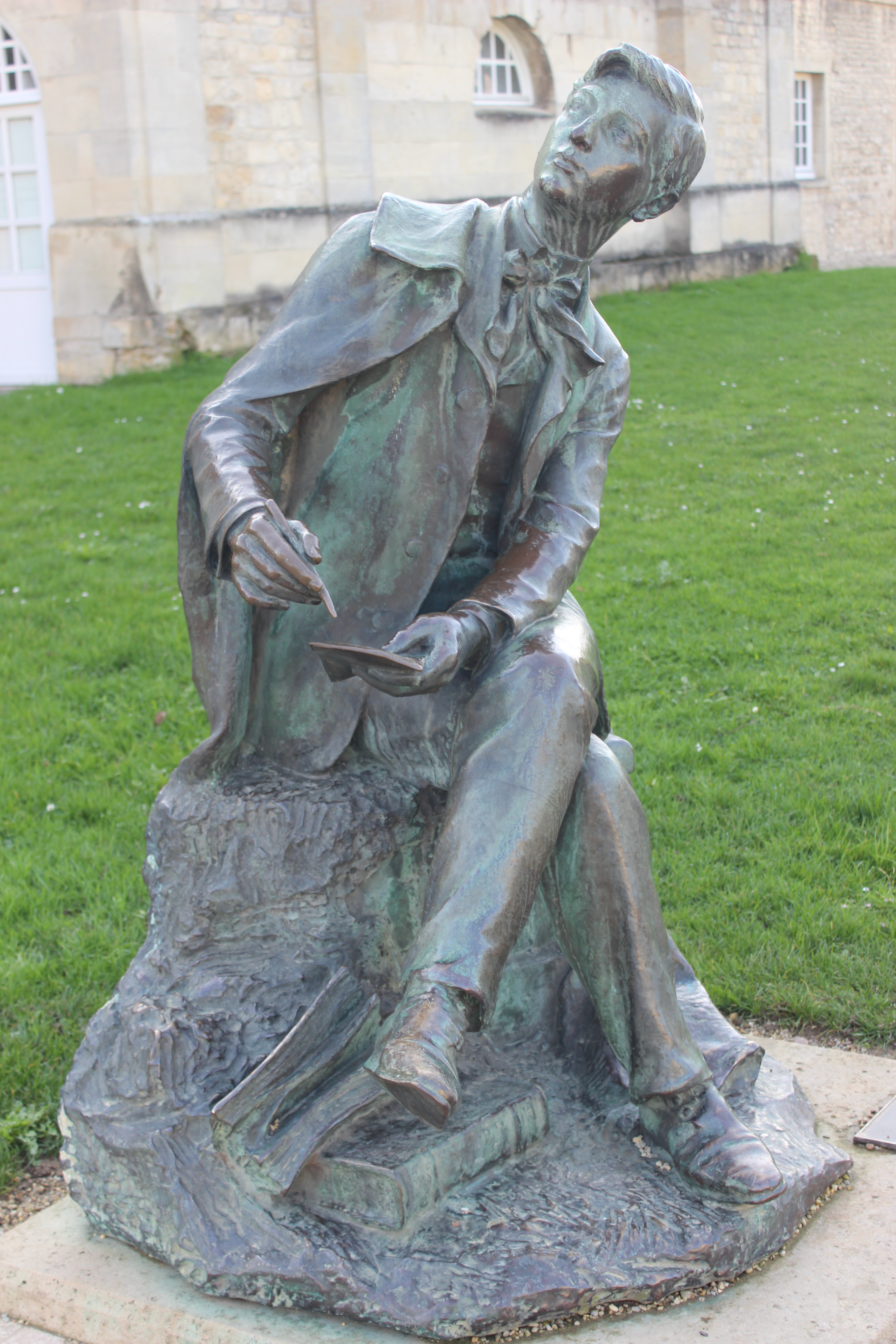
L'« Étudiant » devant le musée de Normandie en 2017.

La dissimulation est « l'acte le plus évident de résistance, et le moins courant ». En 1943, la pression des services de l’État est moins prégnante. À Vire, la statue de Castel est cachée de 1942 à 1944 par l'entreprise chargée du déboulonnage et la municipalité, avec un remplacement vraisemblable par du métal non ferreux à destination de l'occupant. À l'issue du conflit, 22 œuvres du Calvados sont fondues, « moins des deux-tiers de celles installées dans l'espace public en 1941 », quelques œuvres détruites lors de la bataille de Normandie devant être ajoutées à ce bilan. Le buste du juriste échappe pour sa part aux bombardements.
L'« Étudiant » est replacé en 1946 aux côtés du professeur, et est à nouveau inauguré en janvier 1947. En 1959, à la suite d'« un nouvel aménagement de la place après-guerre », la stèle est détruite et les bronzes déplacés dans les réserves du musée de Normandie. Le groupe statuaire est déplacé du fait des « revirements du goût » et des « impératifs urbanistiques ».
L'« Étudiant », présenté lors d'une exposition consacrée à la reconstruction de Caen en 1994 est installé devant le musée de Normandie en 2002 du fait de son meilleur état, tandis que le buste de Charles Demolombe reste dans les réserves.
Les habitants de la ville, dans le cadre de la première organisation d'un budget participatif mis en place en 2021, intitulée « réintégrer d'anciennes statues autrefois présentes », décident la restauration du groupe statuaire. Elle débute en septembre 2023. Remis en place sur son site d'origine le 11 mars 2024,, le groupe statuaire est inauguré le samedi 23 mars 2024. L'opération de remise en place a nécessité un budget de 90 000 euros.

## Description
Le monument représente le « grand homme » et une figure allégorique. La stèle évoque la chaire. Le buste juché sur un piédestal représente le juriste Charles Demolombe en train d'enseigner. La main droite est levée, l'index dressé. La main gauche maintient un livre ouvert. La représentation, sévère, est de « caractère officiel » : Demolombe est en robe et il porte ses décorations, Palmes académiques et insignes de commandeur de la Légion d'honneur.

Vues complémentaires
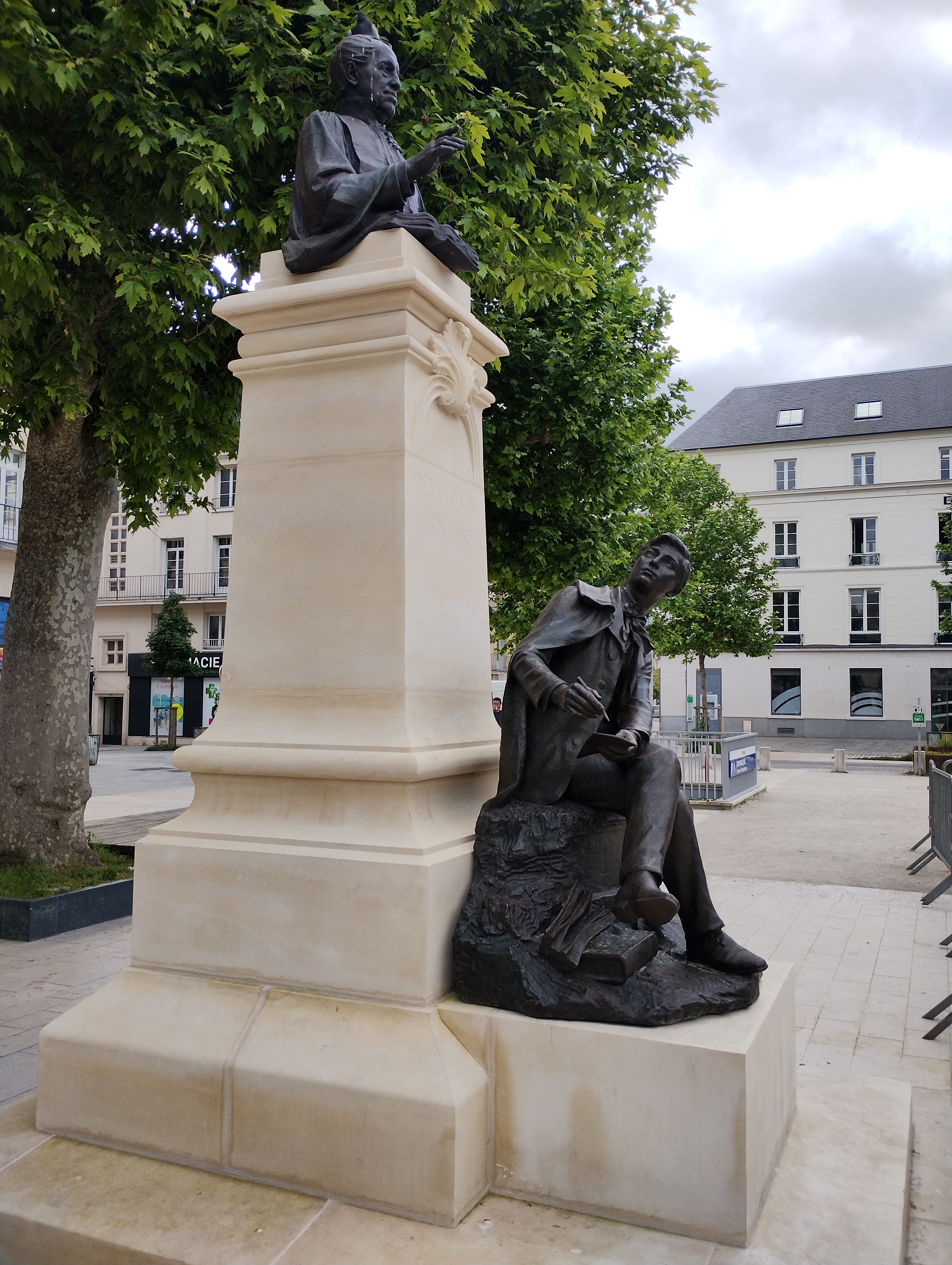
Groupe statuaire vu du côté gauche en 2024.
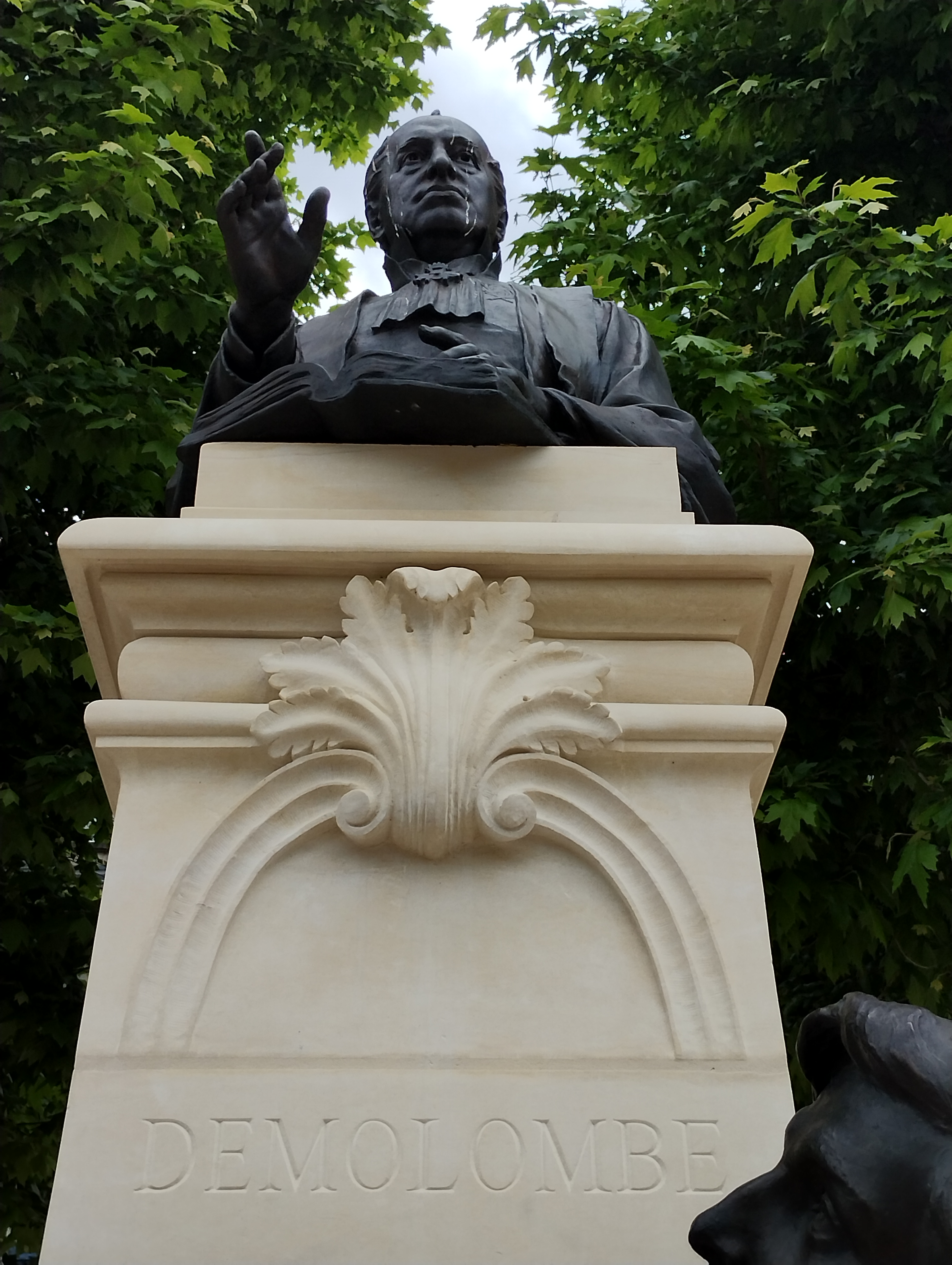
Détail du groupe statuaire, le buste du professeur.
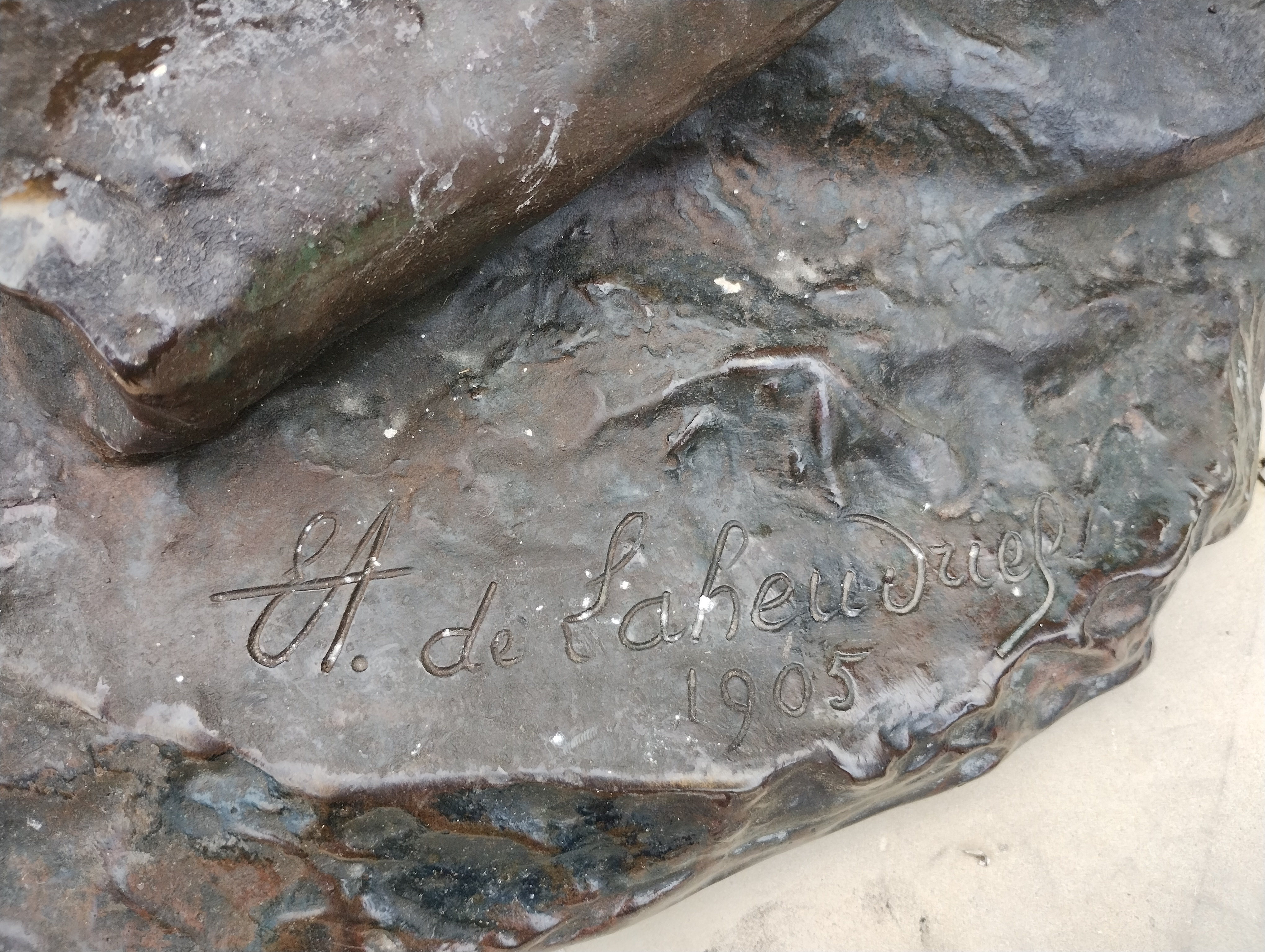
Signature du sculpteur Edmond de Laheudrie sur la base de la statue de l'« Étudiant ».
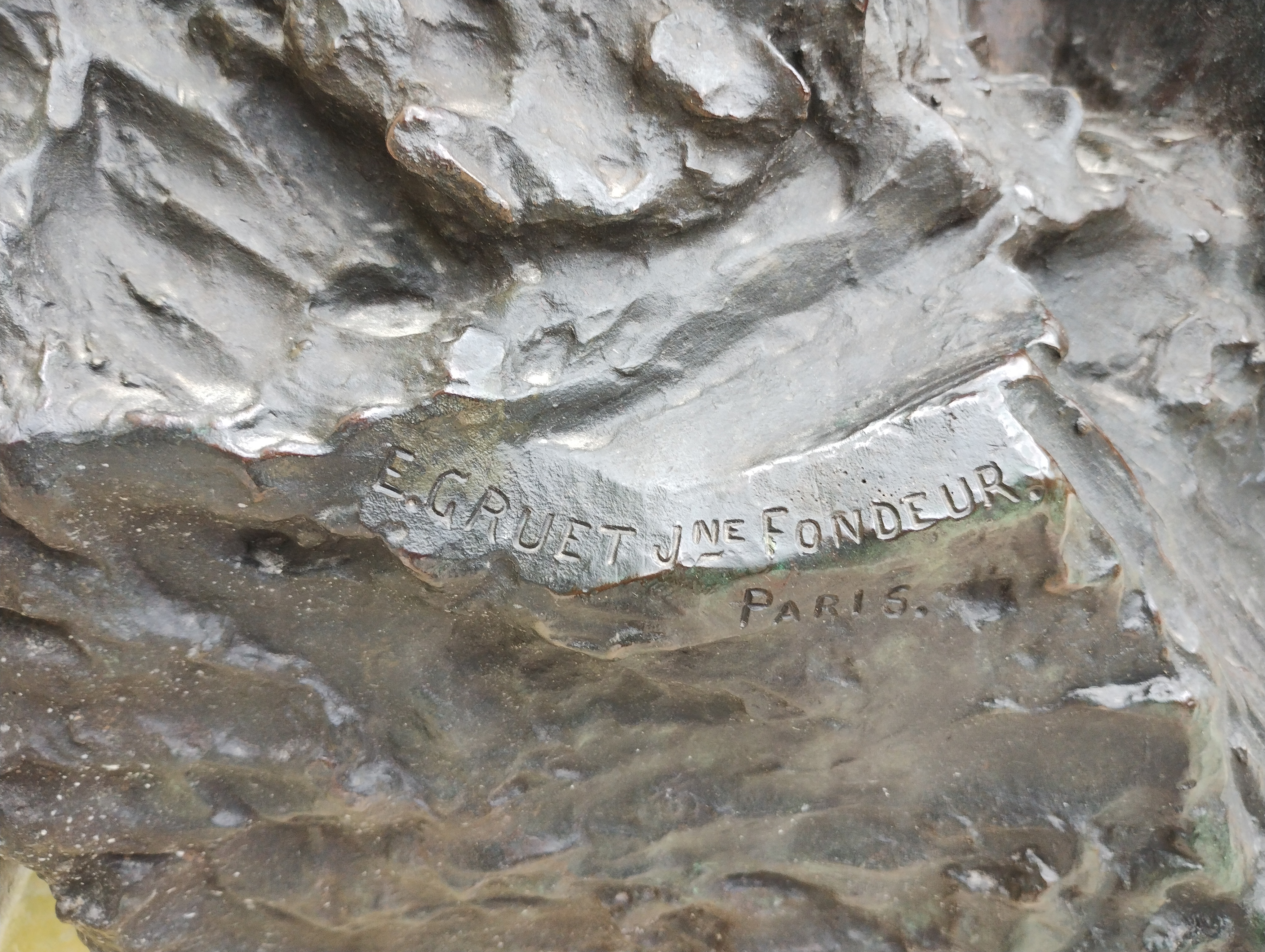
Signature du fondeur Edmond Gruet dans la partie inférieure de la statue de l'« Étudiant ».

Au bas du piédestal, un étudiant assis lève la tête vers son professeur et prend des notes. L'étudiant est « une forme d'autoportrait, au moins symbolique, du sculpteur ». En effet, le sculpteur, Laheudrie, a été élève de Demolombe. Il tient un crayon dans la main droite et une feuille dans la main gauche. Il porte une inscription « E. Gruet Jne fondeur », Edmond Gruet.

### Note
1. ↑  Le monument aux enfants du Calvados, dit aussi monument des mobiles, est un monument aux morts de la guerre franco-allemande de 1870 situé à Caen et détruit en 1944. Le monument commémoratif de la bataille de Formigny existe toujours. Le monument à Léonor-Joseph Havin est une statue érigée à Saint-Lô et fondue pendant la Seconde guerre mondiale. Le monument à Alain Chartier est une statue érigée à Bayeux et également fondue pendant la Seconde guerre mondiale.
2. ↑  La loi est publiée au Journal officiel de la République française le 15 octobre[7].
3. ↑  Les autres groupes statuaires évoqués dans cette demande (le Centaure et Bacchante[10], d'Arthur Le Duc, ainsi que les deux groupes intitulés Enfants dénicheurs[11] et Enfants dénicheurs mordus par des serpents[12], d'Auguste Jean Baptiste Lechesne) n'ont en revanche pas été réinstallés.